# خانه شادی
خانه شادی (انگلیسی: Joy House) یک فیلم در ژانر معمایی دلهره آور به کارگردانی رنه کلمان است که در سال ۱۹۶۴ منتشر شد. از بازیگران آن می‌توان به جین فوندا، آلن دلون، و لولا آلبرایت اشاره کرد.